# Липский, Ян (кардинал)
Ян Александер Липский (пол. Jan Aleksander Lipski; 15 июня 1690, Ольштын — 20 февраля 1746, 
Кельце) — польский католический священнослужитель, дипломат и государственный деятель. Аббат Могильский, князь Севежский (1732—1746) и кардинал. Епископ Луцка с 31 марта 1732 по 19 декабря 1732. Епископ Кракова с 19 декабря 1732 по 20 февраля 1746.

## Биография
Представитель знатного рода герба Грабе.
Образование получил в Сорбонне и Риме. В 1717 году получил степень «доктора обоих прав».
В апреле 1719 года был посвящён в сан священника. Служил канцлером архиепископа гнезненского, с 1724 — подканцлер коронный и президент Трибунала Королевства Польского. Пользовался особым доверием и был духовником короля Августа II Сильного. Владея пятью языками, принимал участие во многих дипломатических миссиях между саксонским (Дрезден) и польским дворами (Варшава).
В 1732 году стал епископом луцким, затем через несколько месяцев — краковским. В 1734 году им был торжественно коронован на краковском Вавеле король польский и великий князь литовский Август III и его супруга Мария Жозефа Австрийская.
Благодаря расположению короля 20 декабря 1737 года, получил кардинальский сан, однако не получил кардинальскую шапку. Из-за этого не принимал участие в конклаве 1740 года, избравшего папой римским Бенедикта XIV. Когда следующий папа Климент XII предложил Я. Липскому занять место архиепископа гнезнинского и примаса Польши, он отказался от предложения.

## Покровитель искусств
Ян Липским был покровителем искусств, опекал архитекторов. При нём была проведена реконструкция королевского дворца в Кракове и украшен кафедральный собор Святых Станислава и Вацлава Краковской архиепархии католической церкви Польши, где он позднее был похоронен.

## Награды
Был награждён орденом Белого орла.